# Кшиштоф Опалінський
Кшиштоф Опалінський (пол. Krzysztof Opaliński; 1609 або 21 січня 1611, Серакув[джерело?] — 6 грудня 1655, Влошаковиці) — польський шляхтич, поет, урядник Королівства Польського, один з ватажків магнатської опозиції проти Владислава IV і Яна II Казимира Ваз. Представник роду Опалінських гербу Лодзя.

## Біографія
Народився 1609 року (за іншими даними, 21 січня 1611, Серакув[джерело?]). Син познанського воєводи Пйотра Опалінського та його дружини Зофії Костки. Походив з стародавнього Лодзинського роду.
Вчився разом зі своїм братом Лукашем (1612–1666) з 1620–1625 у Любранській академії в Познані. Восени 1626 року з братом Лукашем під опікою гувернера Павела Ролінського виїхав на студії за кордон, з 3 грудня 1626 більше двох років навчався в Левенському універистеті. 7 березня 1629 року разом із братом записалися до Орлеанського університету. Подорожував по Італії та Німеччини.
Після проведеного 1633 року поділу спадку батька став посідачем 23 маєтностей із центром у с. Влошаковиці (пол. Włoszakowice). Очолював Коронний трибунал 1641 року, був його послом 1636-го. Був неодноразово послом на сеймах.
Посади (уряди): познанський воєвода (призначений у квітні 1637).
Під час шведського «потопу» уряд наказав Богуславові Лещинському захищати території Польщі. Проте в липні 1655 він через хворобу не зміг це зробити і обов'язок захищати впав на Кшиштофа Опалінського. 24 липня разом з 14000 чоловік армія Кшиштофа зустрілася зі шведами під Уйсьцем (1655). Незважаючи на гарну стратегічному оборону района, Анджей Грудзінський дав наказ відступати. Паніка, яка з'явилася в польському таборі змусила К. Опалінського, А. Ґрудзінського та інших менш впливових магнатів підписати 25 липня 1655 року капітуляцію. Підписаний документ давав повну владу над провінціями Познань і Каліш.
Кшиштоф Опалінський направдоподібніше помер уночі з 6 на 7 грудня 1655 року в с. Влошаковиці у віці 44 років. Був похований у родинному гробівці у крипті в костелі домініканів у Серакуві.

## Творчість
Під пером Опалінського Польща того часу представляється вкрай зіпсованою країною, осередком нелюдських злочинів. Автор застерігає шляхту, що таке поводження з селянами повинно викликати селянські бунти, погрожуючи загибеллю всій державі.

## Родина
Одружився 18 травня (28 травня у Чарнкуві взяли шлюб) 1634 року на Тересі Констації Чарнковській. У них було восьмеро дітей:
- Пйотр Адам (1636–1682), одружився з Ганною Сенютянкою, а потім з Вікторією Тшебуховською,
- Анна (1636—1637),
- Елеонора (1638–1641),
- Марія (1640–1641),
- Ян Кароль (10 січня 1642 — 26 березня 1695), одружився з Анною Зофією Чарнковською (1660—1701),
- Анна Марія (1643–1644),
- Зофія Кристина (1643–1699), дружина Адама Конажевського, підляського воєводи Вацлава Лещинського, новокорчинського старости Станіслава Опалінського,
- Тереса Констанція — дружина Олександра Христофора Сенюти, київського воєводи Немирича Степана (друга, шлюб бл. 1680-81[3]),
- Людовіка Марія (1648–1676), дружина Петра Опалінського.